# ガウシアンブロードニング法
ガウシアンブロードニング法（ガウシアンブロードニングほう、Gaussian broadening method）は、バンド計算において、k点の足し上げの際に、バンドにガウス関数による幅を与えることにより、金属系でもk点の足し上げを可能にした方法。
幅の与え方には他にいくつか方法があり、代表的なものとしてフェルミ分布関数を用いる方法があるが、ガウス関数を用いるのが主流である。
ガウス関数やフェルミ分布関数の関数形はテイルの部分を持つので、そのままでは無限遠まで計算しなければならないが、実際は適当なところで切断して足し上げを行う。厳密には、バンド計算において、幅をゼロとした極限の場合の計算結果が正しい結果となる。実際には、ゼロの極限までは計算せず外挿を行う。